# بخش پومن
بخش پومن (به اسپانیایی: Departamento Pomán) یک منطقهٔ مسکونی در آرژانتین است که در استان کاتامارکا واقع شده‌است. بخش پومن ۴٬۸۵۹ کیلومتر مربع مساحت و ۹٬۵۴۳ نفر جمعیت دارد.